# Vassili Baranov
Vassili Baranov (en biélorusse : Васіль Баранаў, en russe : Василий Баранов), né le 5 octobre 1972 à Gomel en Biélorussie, est un footballeur international biélorusse, qui évoluait au poste de milieu de terrain.

## Biographie

### Carrière de joueur
Vassili Baranov dispute 34 matchs en Ligue des champions, pour un but inscrit, deux matchs en Coupe de l'UEFA, et 4 matchs en Coupe Intertoto.

### Carrière internationale
Vassili Baranov compte 25 sélections et 3 buts avec l'équipe de Biélorussie entre 1995 et 2001. 
Il est convoqué pour la première fois par le sélectionneur national Sergueï Borovski pour un match des éliminatoires de l'Euro 1996 contre la République tchèque le 7 octobre 1995 (défaite 2-0). Par la suite, le 7 juin 1998, il inscrit son premier but en sélection contre la Lituanie, lors d'un match amical (victoire 5-0). Il reçoit sa dernière sélection le 6 octobre 2001 contre le pays de Galles (défaite 1-0).

## Palmarès
- Avec le Spartak Moscou
  - Champion de Russie en 1998, 1999, 2000 et 2001
  - Vainqueur de la Coupe de Russie en 2003